# Balsamo per capelli

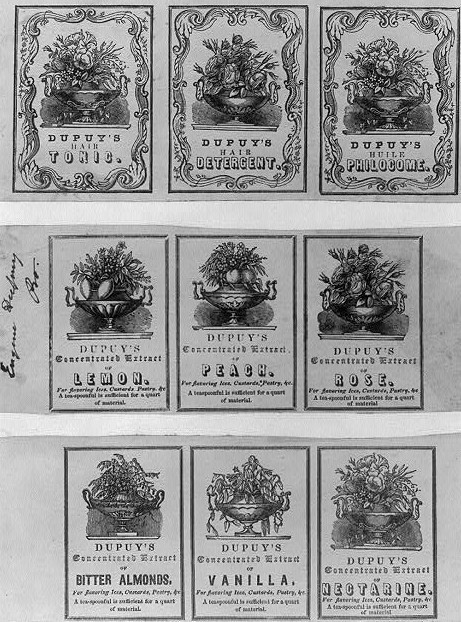
Un manifesto pubblicitario del 1850 su alcuni balsami per capelli.

Il balsamo per capelli è un prodotto per la cura dei capelli e viene utilizzato per migliorarne l'aspetto, la brillantezza, la pettinabilità, la lubrificazione, la resistenza e la impermeabilizzazione. Il tutto riducendo contemporaneamente, se possibile, l'elettricità statica.
L'insieme delle sue azioni aiuta a mantenere integri i capelli di fronte alle aggressioni ambientali o da trattamento cosmetico.

## Descrizione
L'uso condizionante di un balsamo si rivela necessario in seguito alla perdita di lipidi, in particolare il sebo rimosso dai lavaggi con tensioattivi o sciampo: al balsamo si chiede soprattutto di espletare alcune delle funzioni del sebo naturale (ridurre l'elettricità statica, aumentare la brillantezza e scorrevolezza del capello ecc.). 
I capelli scambiano con l'ambiente esterno umidità assorbendo acqua anche oltre il 20% del loro peso. 
La deformazione indotta dall'assorbimento di acqua può produrre un rilevante ingrossamento e allungamento del capello, al punto che i capelli possono essere utilizzati per misurare l'umidità ambientale (igrometro a capello).
Lo scambio continuo di acqua con l'ambiente esterno comporta una continua deformazione ed indebolimento della struttura del capello, in particolare del manto squamoso più esterno, la cuticola.
Il balsamo per capelli, come il sebo, riduce la permeabilità all'acqua ed al vapore acqueo; in sostanza, impermeabilizza parzialmente il capello.
Inoltre le componenti emollienti dei balsami per capelli lubrificano ed aumentano notevolmente la scorrevolezza, riducendo la probabilità che il passaggio del pettine arrechi danni alla cuticola.
Gli emollienti più frequentemente utilizzati nei balsami sono  siliconici.
Il capello può essere danneggiato in molti modi quando viene trattato. Permanente, stiratura, colorazione, ossigenatura, applicazione di extension, ma anche asciugatura con phon troppo caldo e pettinare o frizionare i capelli bagnati possono compromettere l'integrità del capello.
Il balsamo aumenta la trattabilità del capello, diminuendone la elettricità statica, aumenta l'aderenza della cuticola al fusto e mantiene la giusta struttura a strati sovrapposti favorendone la maneggevolezza. Può ridurre la probabilità che si formino doppie punte o che la cuticola venga danneggiata. 
Varie definizioni commerciali della funzione di un balsamo per capelli fanno riferimento ad aggettivazioni e concetti come: ricostituente, nutriente, capelli sani, che sono evidentemente improprie essendo i capelli composti da strutture biologicamente morte.

## Tipi
Anche se l'azione permanente può essere svolta da diverse forme cosmetiche, come oli o gel, per balsamo si intende normalmente una emulsione. 
A seconda della procedura di applicazione ci sono vari tipi di balsamo per capelli.
Il balsamo può essere applicato prima o dopo lo shampoo, su capello asciutto o bagnato.
Può essere lasciato in posa o rimosso dopo pochi istanti. 
Viene chiamato "profondo" dall'inglese deep conditioner un balsamo che pare agire più in profondità e per tempi più lunghi. 
La differenza tra un balsamo istantaneo ed uno profondo dipende, oltreché dal tempo di applicazione, anche dalla concentrazione dello stesso. Il condizionante istantaneo viene normalmente applicato dopo lo shampoo e poi risciacquato; il balsamo profondo viene tenuto 20-30 minuti e dopo viene applicato lo shampoo. Appartiene al "balsamo profondo" anche la cosiddetta tricoterapia eseguita tenendo un olio sul cuoio capelluto per circa una trentina di minuti.
Esistono poi i condizionanti che vengono applicati sul capello prima del processo di asciugatura, per evitare i danni preventivi, i cosiddetti condizionanti leave in, che non vengono risciacquati; contengono in genere oli minerali, oli vegetali, silicone. Esistono infine i condizionanti "rinse off", da risciacquo, che vengono utilizzati per capelli normali o grassi e che hanno anche lo scopo di ridurre l'adesività della polvere e dei residui di calcio e magnesio nelle acque dure.
I condizionanti istantanei raramente danno reazioni allergiche, più frequenti con i condizionanti leave-on a base polimerica, che possono contenere delle impurità.
Da alcuni anni il mercato offre cosmetici cosiddetti 2 in 1.
Si tratta di shampoo + balsamo dove alla azione detergente dello shampoo si associa il deposito di un film composto da qualche emolliente o polimero cationico. Le quantità di agenti condizionanti che si possono depositare sulla superficie del capello con questo sistema formulativo sono tipicamente molto inferiori di quelle che può depositare un balsamo applicato separatamente.
Il complesso meccanismo che porta ad un deposito ed adesione sulla superficie del capello di agenti condizionanti contenuti in una emulsione o un sistema detergente basato su tensioattivi anionici si chiama coacervazione.

## Componenti caratterizzanti

### Polimeri cationici
Normalmente con nuclei quaternizzati, aderiscono alla superficie del capello lisciandone la superficie. Se formulati in prodotti a risciacquo, rinse-off, o pre-shampoo si devono adottare strategie formulative o applicative per ridurre la loro rimozione dal capello con il risciacquo.

### Detergenti
Detergenti cationici presenti sia negli shampoo che nei balsami. Si tratta di sostanze cariche positivamente e che neutralizzano pertanto la carica anionica del capello. Aumentando notevolmente la aderenza della cuticola al fusto e di conseguenza la lucentezza del capelli, sono utili quindi nei soggetti sottoposti frequentemente a tinture.
Effetto analogo può essere ottenuto con detergenti anfoteri in ambiente acido.

### Agenti filmogeni
Agenti filmogeni, regolatori della viscosità . Per esempio il polivinilpirrolidone e gli agenti proteici, derivati dal collagene o dalla placenta, utilizzati sia nei condizionanti istantanei sia in quelli destinati a rimanere in contatto del capello per una trentina di minuti prima di essere rimossi. Questi agenti proteici potrebbero avere la capacità di penetrare nel fusto del pelo e ridurne la probabilità di rottura.

### Sostanze foto-protettrici
Sostanze foto-protettrici, filtri UV, per prevenire il danno cui va incontro il capello in seguito all'irradiazione con la foto-ossidazione della melanina (nei bruni) e il "photo-yellowing" nei biondi. Questo fenomeno appare dovuto alla degradazione della cistina, della tirosina e del triptofano del bulbo del pelo. È stato proposto il concetto di HPF (hair protection factor) in sostituzione del spf. Le sostanze utilizzate sono i benzofenoni e il paba.

## Ingredienti dei balsami
Ci sono diversi tipi di ingredienti per i balsami, differenti per la composizione e la principale funzionalità:
- Umettanti, il cui compito è quello di trattenere l'acqua sulla superficie ed all'interno del capello. Di solito polialcol, glicerina o saccaridi, glucosio, fruttosio.
- Ricostituenti, di solito contengono aminoacidi e proteine o loro frazioni. Il loro compito sarebbe di penetrare nei capelli e rafforzarne la struttura attraverso polimeri concatenati.
- Acidificanti, regolatori di acidità utilizzati normalmente per portare il pH dei balsami vicino al punto isoelettrico del capello (da 2,3 a 3,8). In contatto con un ambiente acido, la superficie squamosa del capello s'irrigidisce, mentre il legame idrogeno tra le molecole di cheratina è rafforzato.
- Emollienti, prodotti chimici che lubrificano e rendono liscia la superficie del capello, riflettendo così anche più luce. Alcuni emollienti possono anche penetrare sia la cuticola che la corteccia. Si tratta di oli, lipidi ma anche elastomeri o polimeri. Molto spesso sono siliconi, come dimeticone, ciclometicone o dimeticonol. Lo spessore e la natura del film che si forma sulla superficie del capello può anche svolgere la funzione di proteggerlo dalle eccessive temperature.
- Tensioattivi, nei balsami che comportano il successivo rapido risciacquo i tensioattivi permettono la rimozione di gran parte del film che il balsamo ha creato sulla superficie, lasciando il capello più leggero e riducendo la sua adesività verso la polvere. I tensioattivi, soprattutto se cationici, non vengono lavati totalmente in quanto la coda idrofilica crea un legame con la cheratina e funge da nuova superficie del capello.
- Chelanti, riducono l'opacità ed il rischio di un residuo calcareo dovuto all'evaporazione dell'acqua.